# Elizabeth Ann Linley
Pour les articles homonymes, voir Sheridan.
« Elizabeth Ann Sheridan » redirige ici. Pour l'actrice américaine du même nom, voir Liz Sheridan.
Elizabeth Ann Linley, épouse Sheridan, née en septembre 1754 et morte de la tuberculose le 28 juin 1792 est une chanteuse et femme de lettres britannique, également connue comme modèle de tableaux. Elle fait l'objet de plusieurs toiles de Thomas Gainsborough, qui est un ami de sa famille, Joshua Reynolds ou encore Richard Samuel. Poète et écrivain, elle s'implique dans la Blue Stockings Society et participe au mouvement politique whig.
Deuxième de douze enfants et première fille du compositeur Thomas Linley et de son épouse Mary Johnson, Elizabeth est l'épouse du dramaturge Richard Brinsley Sheridan. Elle est l'une des chanteuses soprano les plus connues de son époque, bien que son mari l'ait découragée de se produire en public après leur mariage. Elle passe sa jeunesse à Bath, sa ville natale, et elle est probablement apparue pour la première fois sur scène aux côtés de son frère, Thomas Linley le jeune, en 1767, bien qu'elle ait commencé à chanter dans des concerts à l'âge de neuf ans. The Maid of Bath, une comédie tournant en ridicule sa vie à Bath, est jouée au Haymarket Theatre en 1771.

## Biographie

### Jeunesse et premiers succès

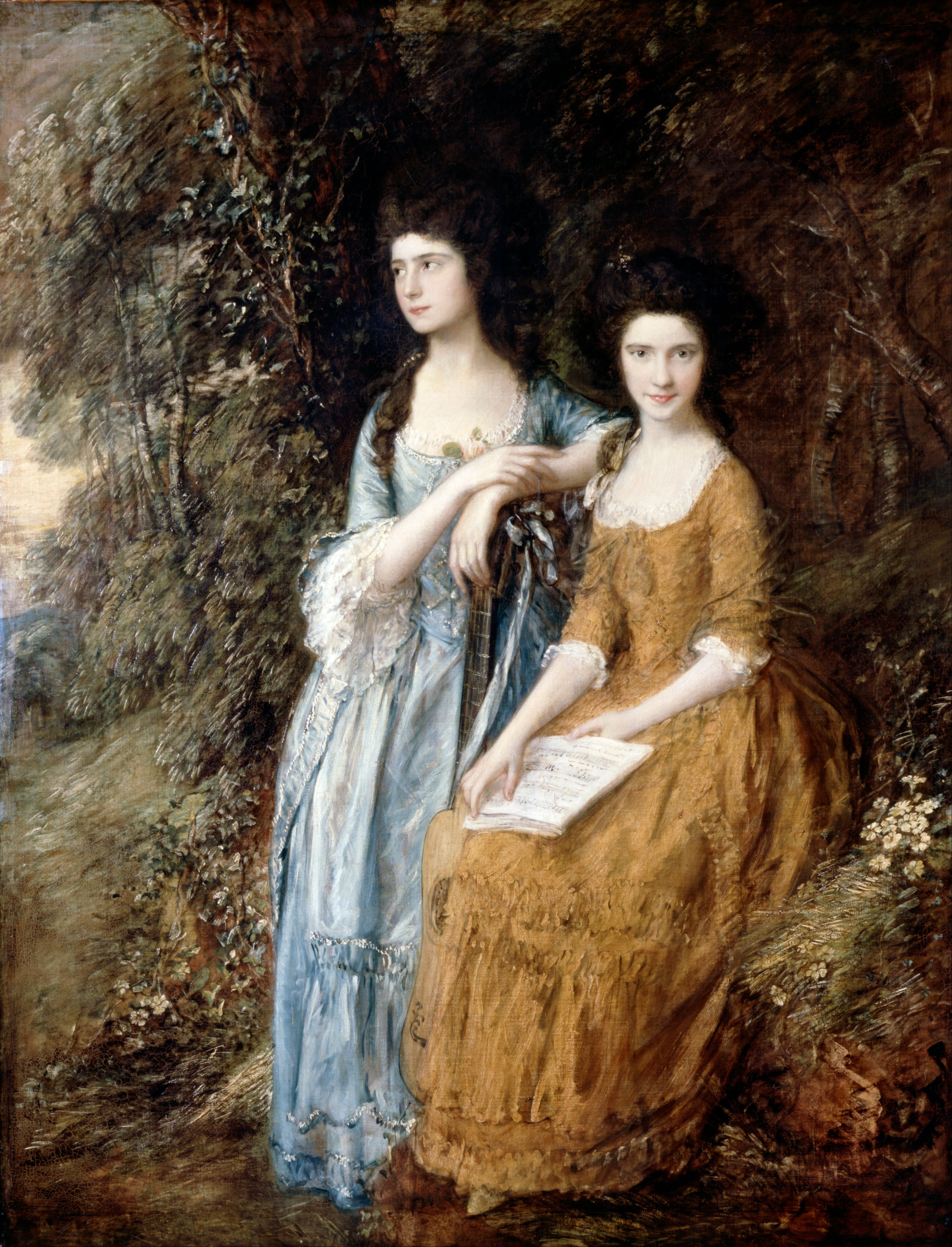
"The Linley Sisters", de Thomas Gainsborough (Dulwich Picture Gallery) - Elizabeth (à gauche, debout, 17 ans) avec sa sœur Mary

Elizabeth Ann Linley est née fin 1754, la date exacte variant selon les sources qui donnent les 4, 5 ou 7 septembre, à Abbey Green ou 5 Pierrepont Street dans la ville de Bath. Son père est Thomas Linley, un musicien et compositeur anglais, et sa mère Mary Johnson (1729–1820) est également une musicienne talentueuse. Elizabeth est la fille aînée du couple (elle a un frère aîné qui meurt dans la petite enfance) et, comme plusieurs de ses frères et sœurs, ses parents lui apprennent la musique. Son éducation est principalement assurée par sa mère et elle passe plusieurs mois dans une école de Bristol où elle apprend les rudiments de la conversation française, de la danse, du dessin et de la peinture. Il est probable qu'elle ait commencé à chanter dans des concerts à l’âge de neuf ans. Elle fait ses débuts officiels sur scène aux côtés de son frère, également nommé Thomas, en 1767 à Covent Garden à Londres. Le concert, ou masque, comporte de la musique de Jean-Sébastien Bach sous le titre The Fairy Favor. Elizabeth chante et son frère joue le rôle de Puck.
Leur père, rigide dans l'éducation qu'il donne à ses enfants, les oblige à se produire chaque semaine dans des concerts à Bath, Oxford ou Londres. Mary Dewes, spectatrice d'un de ces concerts, estime que le père surmenait ses enfants et obligeait notamment Elizabeth à interpréter des airs trop difficiles pour son âge. Elizabeth était sous contrat avec son père en tant qu'apprentie musicienne, ce qui garantissait que ses performances augmentaient ses revenus. Pour gérer son image, son père a soigneusement sélectionné les lieux où elle pouvait se produire, pour s'assurer qu'elle ne chanterait que dans des festivals de la haute société et éviterait les pièges des scènes londoniennes. Parmi les lieux qu'il choisit, il y a des concerts à Bath et au Three Choirs Festival qui comprennent des tournées à la cathédrale de Gloucester, à la cathédrale de Hereford et à la cathédrale de Worcester, ainsi que des performances à Cambridge, Chester, Londres, Oxford et Salisbury. Les tournées étaient des événements somptueux, occasions de rassemblements sociaux organisés en plus des concerts, dans lesquels Elizabeth et les autres interprètes devaient se produire pendant plusieurs heures avant chaque représentation.
En sélectionnant un répertoire pour rehausser la renommée d'Elizabeth, son père en éliminait les chansons populaires, choisissant à la place des ballades régionales avec "un pedigree national impeccable" et des classiques, centrés sur Haendel. Parmi ses performances notées, citons la performance de mai 1768 en tant que Galatea dans Acis et Galatea, qui est alors devenue un incontournable de son répertoire. Les critiques contemporains, tels que Fanny Burney, Daniel Lyons et Gaspare Pacchierotti, ont noté que sa voix avec son expression claire, non affectée et douce était particulièrement compatible avec le style oratoire de Haendel. Ces mêmes traits utilisés pour décrire sa voix ont également été attribués à son comportement par le compositeur William Jackson, Charles Burney et d'autres, ajoutant à l'admiration du public pour Elizabeth, l'ont propulsée, pendant un temps, comme la chanteuse la plus célèbre en Angleterre, ainsi que l'objet d'une dévotion culte par ses admirateurs. Jackson, un compositeur d'Exeter, ami de la famille Linley et auteur d'Observations on the Present State of Music in London (1791) a écrit de la musique spécifiquement pour Elizabeth.

### Rencontre avec Richard Sheridan et fuite en France

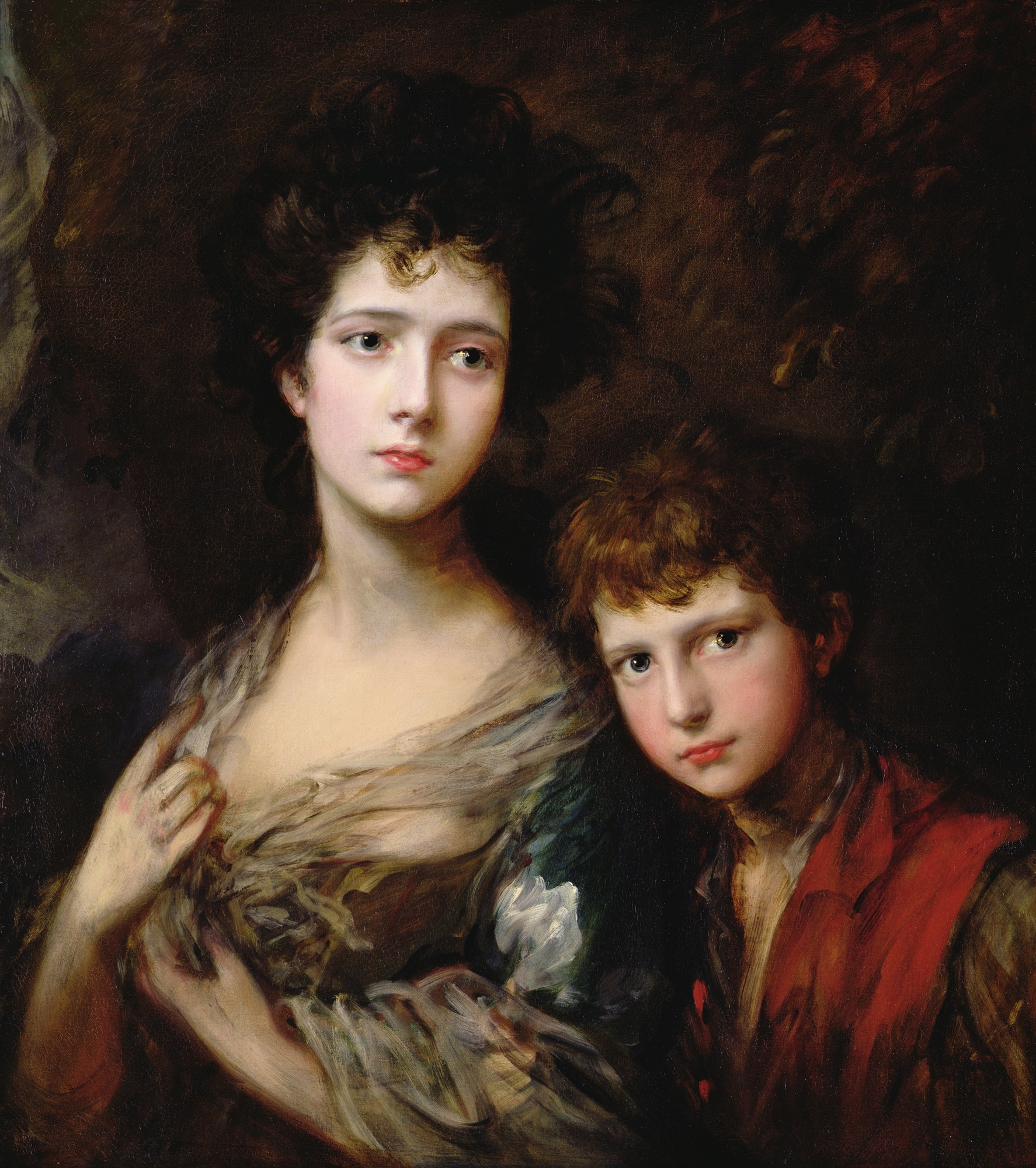
La peinture de 1768 de Thomas Gainsborough d'Elizabeth avec son frère Thomas ; le titre original avant 1817 était A Beggar Boy and Girl.

Elizabeth fait la connaissance de Richard Brinsley Sheridan en octobre 1770, peu de temps après l'arrivée de la famille Sheridan à Bath. Linley invite les Sheridan afin de tenter d'impressionner Thomas Sheridan avec la grandeur de sa maison tandis que Sheridan souhaite obtenir de l'aide pour gagner de nouveaux étudiants. Une amitié étroite se développe bientôt entre les adolescents des deux familles. Toutefois, à la fin de la même année, Elizabeth se voit fiancer à un prétendant âgé et riche, Walter Long. Les fiançailles sont cependant rompues peu de temps avant la date fixée pour le mariage. Les sources varient quant à la raison pour laquelle l'engagement a été rompu. La belle-sœur d'Elizabeth écrit que Linley avait indiqué à Long que celle-ci ne serait jamais heureuse dans leur mariage, ce qui l'aurait incité à retirer sa demande. D'autres sources indiquent que la pièce de théâtre The Maid of Bath écrite par Samuel Foote est la cause de la rupture. Cette pièce, qui avait été donnée pour la première fois le 26 juin 1771 au Haymarket Theatre, met en scène l'histoire vraie de Thomas Linley et sa famille. Elle a été jouée pendant 24 soirées à Londres où elle est très populaire. Son intrigue fait d'Elizabeth un personnage ridicule. D'autres sources enfin indiquent que Long a été rebuté par la concurrence de nombreux autres hommes auxquels plaisait Elizabeth. Long verse une indemnité de 3 000 livres sterling en 1771, et Elizabeth reçoit pour 1 000 livres sterling de vêtements et de bijoux.
Elizabeth continue de faire l'objet d'avances indésirables de plusieurs hommes dont elle redoute les intentions lubriques. Parmi les hommes qui étaient épris d'elle se trouvait Charles Sheridan, le frère aîné de Richard, ou encore Nathaniel Brassey Halhed. Elle a aussi été particulièrement marquée par les avances faites par le « Capitaine » Thomas Mathews, un homme marié. La famille Linley avait fait sa connaissance lors de son déménagement à Bath en 1770 ; descendant de Thomas Mathews, il avait renoncé à sa carrière militaire lors de son mariage. Il courtise Elizabeth malgré son état matrimonial, la harcelant sexuellement et menaçant de la violer. Dans le même temps, elle se sent toujours moquée par la comédie Maid of Bath, et est au centre d'une controverse entre son père et William Herschel en janvier 1772, ce dernier souhaitant la faire chanter lors d'un concert, ce qu'Elizabeth refuse. La vie d'Elizabeth lui devient insupportable et elle souhaite fuir. Pensant au suicide, et incapable de discuter de ses inquiétudes avec ses parents, Elizabeth se tourne vers son amie Alicia Sheridan pour obtenir de l'aide. Le duo élabore un plan : fuir dans un couvent en France. Bien que cette idée lui semble romantique, Alicia exprime des réserves et en discute avec Richard, ignorant l'affection croissante de ce dernier envers Elizabeth,.
Au début de mars 1772, l'agitation d'Elizabeth augmente ; elle est essoufflée, souffre de maux de tête et se dispute continuellement avec son père, refusant de participer volontairement aux représentations. Sheridan lui rend visite un dimanche matin pendant que les autres membres de la famille Linley sont sortis. Il la trouve alors inconsciente à cause d'une overdose de drogue. Peu de temps après qu'Elizabeth a récupéré de son malaise, le trio d'amis conspire pour mettre leurs plans en action ; Elizabeth devait simuler la maladie le matin du 18 mars afin qu'elle soit laissée seule dans la maison car un concert était prévu ce jour-là.

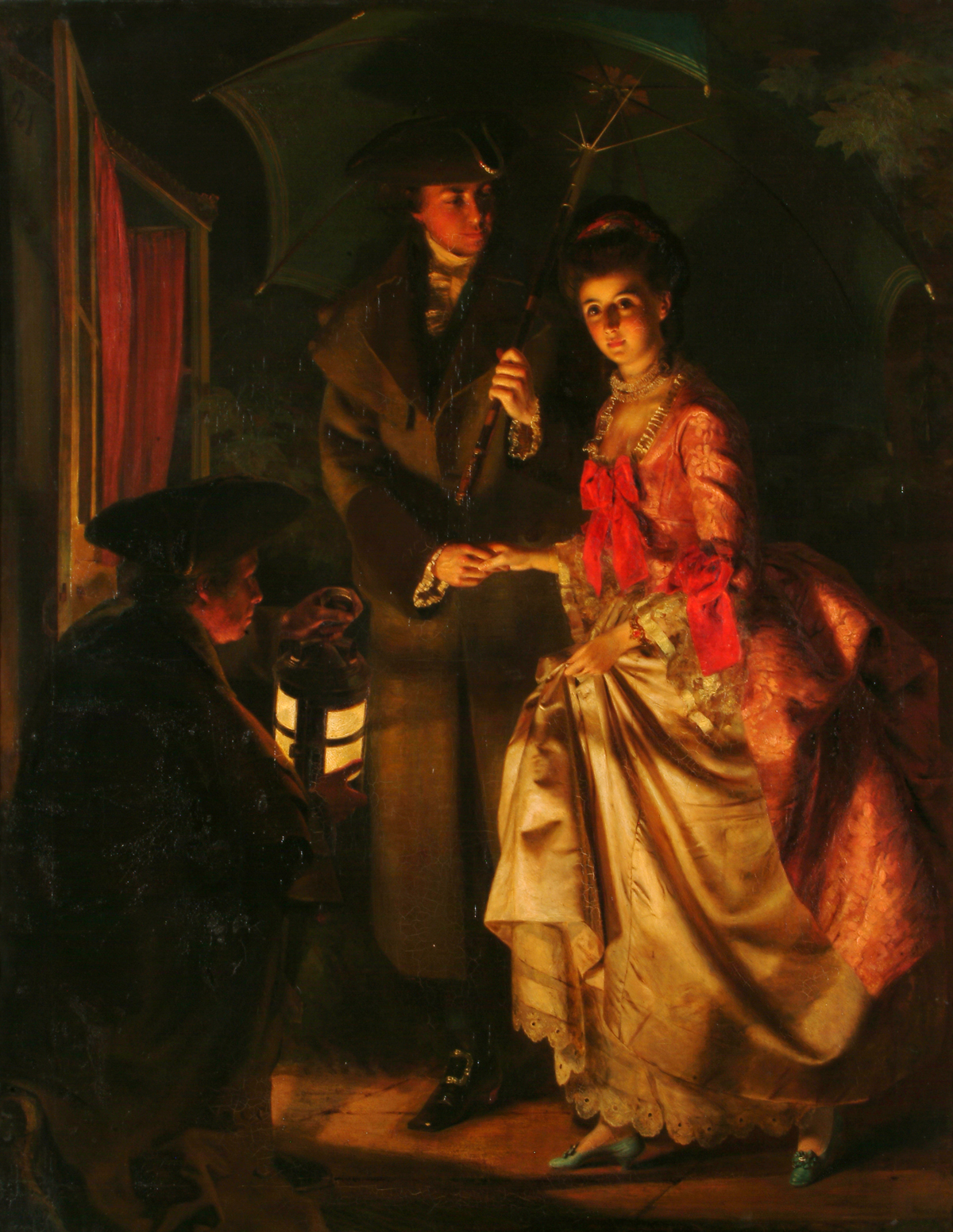
Tableau de Jerry Barrett en 1860 de Sheridan aidant Elizabeth à s'échapper de la maison de son père.

Comme convenu, Elizabeth refuse de sortir du lit le 18 mars, affirmant qu'elle a mal à la tête et qu'elle est trop malade pour chanter. Plus tard, une fois que tous les membres de la famille ont quitté la maison, Alicia se rend chez Linley et l'aide à rassembler ses affaires, restant avec elle jusqu'à ce que Sheridan vienne la chercher. Accompagné d'une servante faisant office de chaperon, le jeune couple part pour la France et une cérémonie de mariage y a probablement lieu, bien qu'aucune trace n'en existe. Les détails exacts de l'itinéraire du couple et des événements entourant leur évasion varient, ayant été embellis et différentes versions ayant été données.

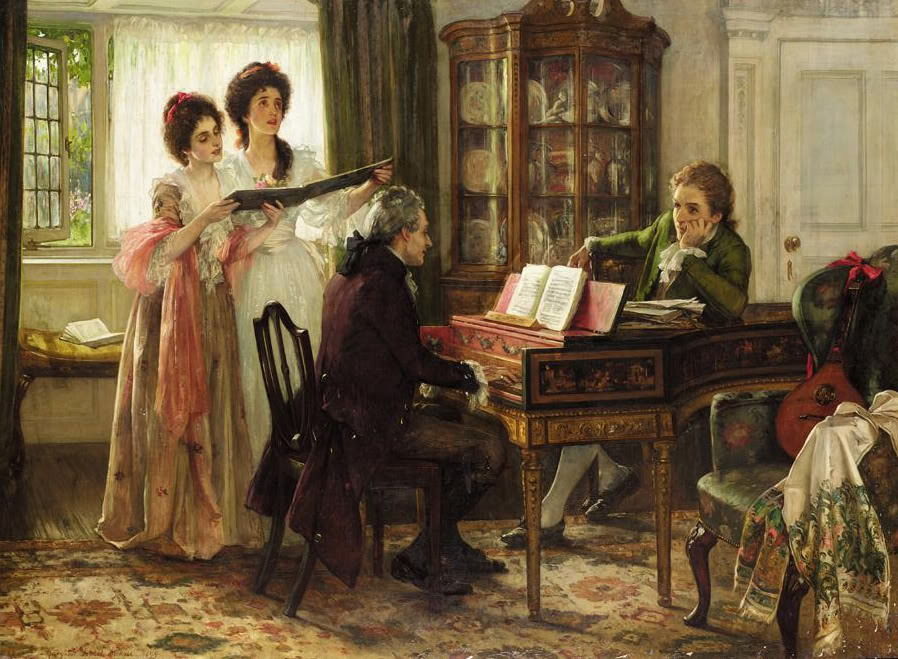
Margaret Dicksee, Sheridan chez les Linley, 1899.

## Poésie et écriture
Outre ses talents de chanteuse, Elizabeth possédait plusieurs autres talents artistiques, notamment le dessin et le mime, et jouait de plusieurs instruments de musique. Elle était aussi écrivaine et poète, en utilisant en particulier le vers comme une aide et un moyen de communication en période de deuil. Quand son jeune frère Tom meurt après être tombé d'un bateau dans un lac à Grimsthorpe le 5 août 1778 . Elizabeth écrit sur sa lyre un verset qui connaît le succès. Son élégie, intitulée On her Brother's Violin, a été reproduite dans l'édition de 1785 du Annual Register (en). Elle a également écrit une ode après la mort par tuberculose de sa sœur Mary le 27 juillet 1787,. Les lettres entre Elizabeth et Sheridan ont également pris la forme de vers tant avant que pendant leur mariage. David Garrick a également correspondu avec elle, se référant affectueusement à elle comme The Saint,,.
Peu de temps après leur mariage, Sheridan abandonne une carrière en droit, tentant à la place de tirer un revenu du journalisme indépendant. Déjà conscient des prouesses littéraires d'Elizabeth, il la persuade de l'aider à écrire des articles de presse, affirmant que ses compétences en écriture étaient supérieures encore à son chant. Ses capacités ont également été sollicitées après que Sheridan a acheté des actions du Théâtre royal de Drury Lane ; elle a entrepris l'administration, la comptabilité et le travail de secrétariat associés à la gestion de ce théâtre. Elle conseille son mari à propos des chanteurs qui devraient être programmés lors d'événements musicaux, puis, lorsque celui-ci n'est plus en mesure de faire face au volume de manuscrits reçus, c'est Elizabeth qui lit et évalue tous les scripts soumis. Elizabeth choisit également la musique jouée au King's Theatre après que son mari s’est impliqué dans cette entreprise.
Des lettres écrites par Sheridan indiquent qu'Elizabeth a participé au développement de la musique de The Duenna, et ses biographes lui attribuent une implication dans l'écriture de plusieurs de ses pièces. Dans son livre de 1825, Memoirs, Thomas Moore ajoute que, selon la sœur d'Elizabeth, l'épilogue de The Rivals a peut-être été écrit par elle. Waterfield décrit cette biographie en disant que "certaines de ses pages les plus vitales sont de Mme Sheridan" . Il a également affirmé qu'"un divertissement appelé The Haunted Village" a été écrit par Elizabeth. Michael Kelly a affirmé dans son livre Reminiscences que l'adaptation de Richard Coeur de Lion était son œuvre. Dans une lettre à sa belle-sœur, Alicia, datée du 9 décembre 1782, Elizabeth révèle qu'elle commence à travailler à l'écriture un livre, bien qu'il n'en existe aucune autre mention.
Trois décennies après sa mort, The Gentleman's Magazine publie une lettre en 1825 (volume 95) qui, selon lui, avait été écrite par Elizabeth et adressée à une amie proche appelée « Miss Saunders ». Sorti juste après la publication de la biographie de Thomas Moore, Memoirs of the Life of Richard Brinsley Sheridan, il ressemblait au conte de Clarissa écrit par Samuel Richardson, et décrivait longuement des incidents qui auraient eu lieu durant la vie d'Elizabeth plus de cinquante ans auparavant. Waterfield explique que malgré l'absence du caractère et du style montrés dans les lettres authentiques d'Elizabeth, plusieurs commentateurs ultérieurs l'ont accepté comme authentique ; il le décrit comme "une pure invention, contenant un certain nombre d'erreurs de fait frappantes". Caroline Norton, la petite-fille d'Elizabeth, l'a discrédité en 1861, et Moore a concédé qu'il n'était pas légitime dans la cinquième édition des Mémoires publiée en 1827. Une fausse correspondance est puliée dans le Bath Chronicle en 1773, prétendument entre un « Lord Grosvenor » et Elizabeth, et d'autres journaux ont également publié de fausses lettres similaires à cette époque.

## Portraits

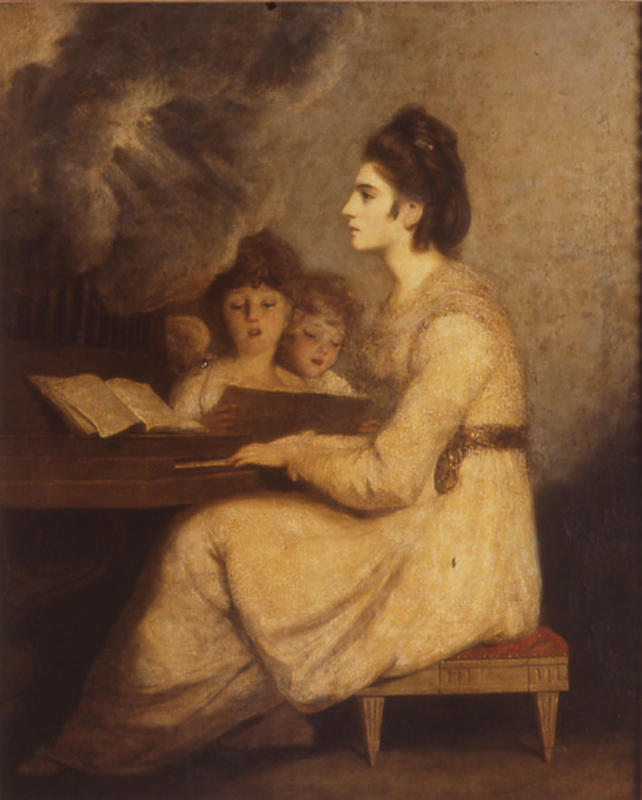
Mme Sheridan dans le personnage de St Cecilia, Sir Joshua Reynolds, 1775, Waddesdon Manor

Lors de son adolescence, Elizabeth est non seulement reconnue pour sa voix, mais aussi pour sa beauté. Thomas Gainsborough, un ami de la famille depuis 1759, peint plusieurs portraits de la famille Linley.  Son œuvre The Linley Sisters a été peinte c. 1772 et montre Elizabeth et sa sœur Mary Linley peu de temps avant l'enlèvement. Le seul portrait connu des deux sœurs ensemble fut exposé à la Royal Academy sous le titre A Portrait of Two Ladies. Gainsborough a développé une affinité avec Elizabeth. Son portrait ultérieur d'elle, intitulé Madame Richard Brinsley Sheridan, a été entrepris après son mariage. Il fait poser Elizabeth, 31 ans, sur un rocher posé à flanc de colline, reflétant un mode de vie rural qu'elle a supplié son mari de la laisser suivre. Masque of Beauty, une exposition de la National Portrait Gallery de 1972, comprenait le portrait de Gainsborough de 1772, et des peintures d'Elizabeth ont également été exposées dans le cadre de l'exposition de la galerie de 2008 intitulée Brilliant women: 18th century bluestockings.
Elizabeth était également le modèle du tableau de Joshua Reynolds St Cecilia, exposée avec succès à la Royal Academy (maintenant Waddesdon Manor) en 1775, et décrite par Reynolds comme « la meilleure image que je n'aie jamais peinte ». Reynolds était également devenu un ami des Sheridans, malgré des frictions antérieures : lors d'un grand dîner qu'il organisait, Reynolds avait prévu qu'Elizabeth chanterait pour ses invités et avait acheté un nouveau piano à cet effet. Il fut consterné par le refus du couple au motif qu'Elizabeth ne « chanterait plus jamais en public ». Celle-ci était également représentée sous les traits de la gardienne de la Vierge Marie dans son tableau de la scène de la nativité qui a été brûlée dans l'incendie du château de Belvoir en 1816.
Richard Samuel a peint un portrait d'Elizabeth dans son tableau Portraits in the Characters of the Muses in the Temple of Apollo (1778) qui représente les fondateurs et certains participants à la Blue Stockings Society. D'abord exposé à la Royal Academy of Arts en 1789, il se trouve maintenant à la National Portrait Gallery de Londres.

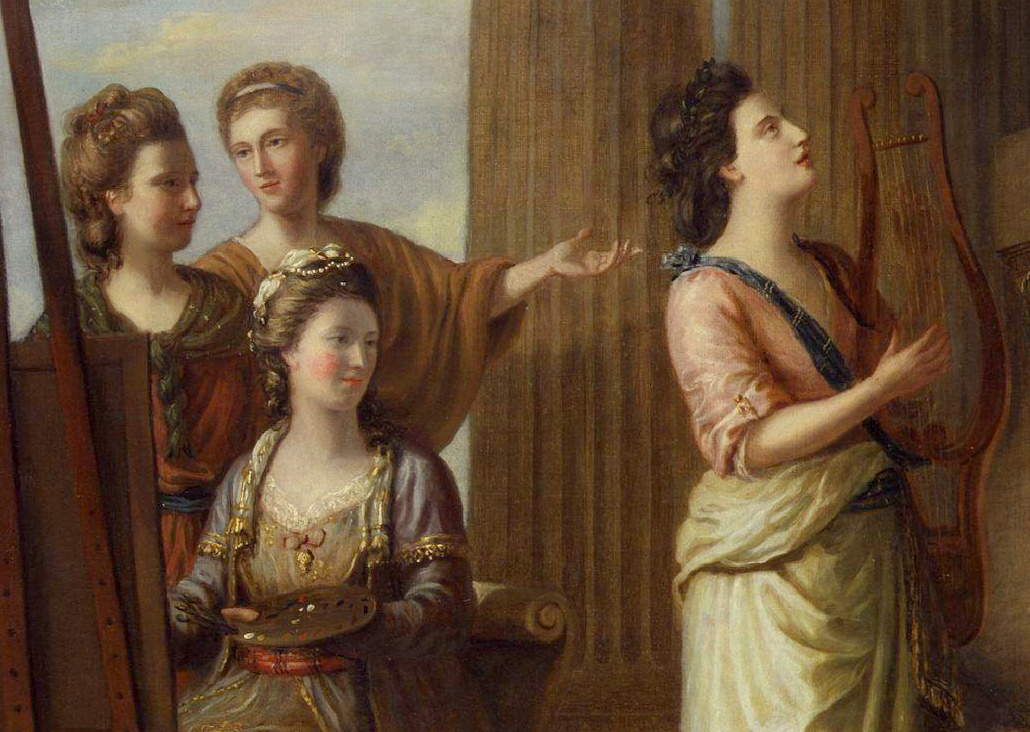
Linley (à droite, avec lyre), en compagnie d'autres " Bluestockings " (1778, détail)

Le titre populaire de la pièce, The Nine Living Muses of Great Britain, fait référence aux artistes et figures littéraires représentées : la poétesse Anna Laetitia Barbauld ; l'universitaire Elizabeth Carter ; dramaturge Elizabeth Griffith ; l'historienne Catharine Macaulay ; les trois écrivains Elizabeth Montagu – qui était connue comme la « reine des bas bleus » et jouait un rôle important dans la société  – Hannah More et Charlotte Lennox ; et Elizabeth, se faisant passer pour des muses classiques. Il a représenté Elizabeth dans le rôle de Terpsichore  ou Erato ; elle est représentée seule mais dans un point focal vers le centre de la peinture et, selon Roach, la composition est révélatrice de sa "place spéciale dans le cercle bluestocking". Bien que les autres femmes se soient déclarées comme des bas bleus, Elizabeth n'a jamais été formellement identifiée comme membre officiel.
En 1860, Jerry Barrett a exposé deux tableaux à la Royal Academy qui dépeignaient Elizabeth et Sheridan à deux moments de leur romance. L'un des tableaux, intitulé The Elopement, capture la nuit de leur fuite ; la scène se déroule à la maison Linley avec Elizabeth aidée par Sheridan. L'autre s'appelle Sheridan, disguised as a hackney coach driver, sees Miss Linley home from Covent Garden Theatre ; il a été utilisé comme illustration dans The Sphere le 20 novembre 1940 aux côtés d'un article intitulé "The Romance of Sheridan and Miss Linley". Les deux œuvres d'art sont conservées au Brighton Museum & Art Gallery, et il y en a peut-être eu d'autres dans la série.

## Postérité
Dans un article sur Mme Sheridan publié dans la Cyclopædia d'Abraham Rees, l'historien de la musique Charles Burney écrit : « Il y avait un éclat, un esprit et une douceur mélodieuse dans le ton de sa voix, qui ont instantanément pénétré le cœur de ses auditeurs, tout autant que ses regards angéliques ravissaient leurs yeux. Son vibrato était parfait, sa justesse d'intonation et l'agilité de sa gorge étaient égales quels que soient la difficulté et le tempo ». Selon le musicologue et critique musical Stanley Sadie, Elizabeth avait "l'une des voix de soprano les plus douces et les plus expressives de son temps".
Le 4 février 1956, une plaque fixée à l'extérieur de l'ancienne maison de la famille Linley au 11 Royal Crescent, Bath, est inaugurée. Le panneau de bronze commémore la fuite d'Elizabeth et de Sheridan ;  l'inscription se lit comme suit : « Thomas Linley lived here and from this house his daughter Elizabeth eloped with Richard Brinsley Sheridan on the evening of 18th March, 1772 » (Thomas Linley a vécu ici et de cette maison sa fille Elizabeth s'est enfuie avec Richard Brinsley Sheridan le soir du 18 mars 1772).